# Giovanni Girolamo Sbaraglia

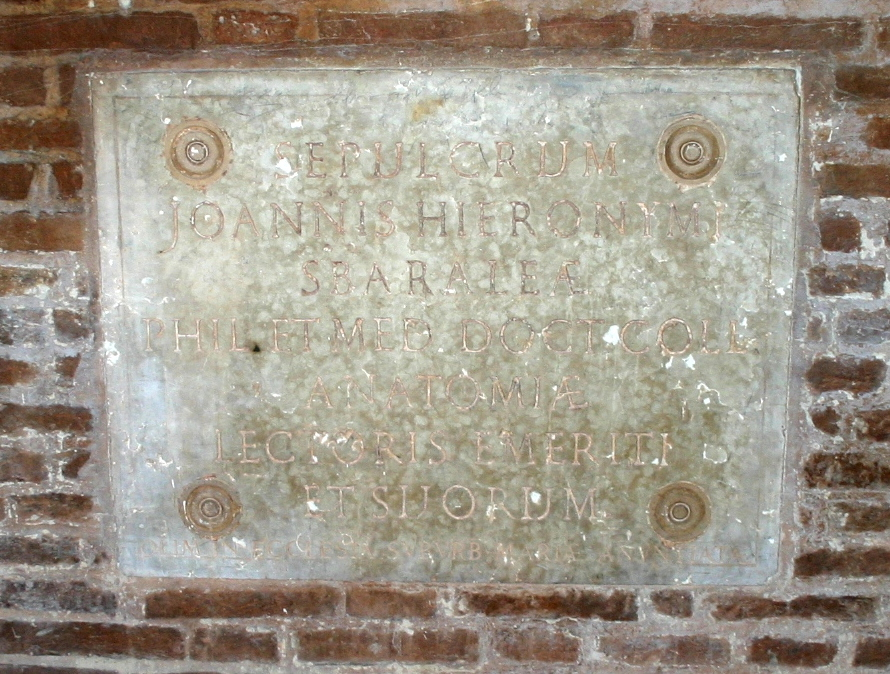
Sala capitolare dell'ex convento della Basilica San Francesco a Bologna: lapide di Giovanni Girolamo Sbaraglia.

Giovanni Girolamo Sbaraglia (Bologna, 28 ottobre 1641 – 1710) è stato un anatomista italiano.

## Biografia
Fratello minore di Tommaso, nati da Girolamo e da Bartolomea Giuliani, fu prima educato all'oratorio dei Filippini, e poi seguì gli insegnamenti universitari di Filosofia e Medicina, impartiti rispettivamente da Fulvio Magnani e Agostino Cucchi,  uno dei principali difensori a Bologna della tradizione medica galenica, sempre più osteggiata dalle recenti scoperte scientifiche, di cui Marcello Malpighi era promotore.
Le famiglie Sbaraglia e Malpighi erano in conflitto anche per dispute sui confini delle proprietà terriere, fino a quando nel 1659, Bartolomeo Malpighi, fratello minore di Marcello, uccise Tommaso Sbaraglia in una lite.
Nel 1663 Giovanni Girolamo si laureò in Filosofia e Medicina all'Università di Bologna, e nel 1664 discusse pubblicamente dieci tesi, con un successo che gli consentì di ottenere un lettorato in logica, ed una cattedra di medicina pratica tre anni dopo.
Gli anatomici dell'università costituivano un gruppo elitario del corpo accademico ed assumevano l'incarico annuale delle lezioni pubbliche di anatomia a turno; nel 1673 l'incarico fu affidato a Sbaraglia, che illustrò struttura e funzioni del corpo umano basandosi in parte sulle scoperte anatomiche dei decenni precedenti, senza mettere in discussione i capisaldi della fisiologia galenica.
Sbaraglia ottenne la cattedra di medicina teorica nel 1670 e la mantenne per i successivi quarant'anni.
Sbaraglia assunse l'incarico di medico stipendiato di vari ordini religiosi con sede a Bologna, tra cui i domenicani e i gesuiti, nonché dei collegi degli studenti spagnoli e fiamminghi; era anche membro del Collegio di medicina, ed assunse più volte l'incarico di protomedico, la massima autorità della sanità bolognese. Era anche censore librario per conto del Sant'Uffizio, oltre a ricoprire vari incarichi nelle magistrature cittadine.
Tra la fine degli anni Ottanta e l'inizio degli anni Novanta del Seicento Sbaraglia aveva un tale prestigio professionale da ricevere la proposta di una cattedra primaria di medicina all'Università di Padova, che rifiutò.
All'inizio del Settecento la sua salute peggiorò, e fu varie volte esentato dal tenere i corsi universitari.
Il suo nome compare nell'elenco dei docenti fino al 1710; in quell'anno, il 6 o l'8 giugno, fu colpito da un colpo apoplettico, che indusse la morte in poche ore. Le sue disposizioni testamentarie legavano il suo patrimonio alla creazione di una biblioteca pubblica, che l'erede Marco Antonio Collina non riuscì a realizzare, donando alla fine i libri di alla biblioteca dei Gesuiti di Santa Lucia e alla biblioteca dell'Istituto delle Scienze di Bologna.

## Le teorie di Sbaraglia
Il primo scritto pubblicato in forma anonima, intitolato De recentiorum medicorum studio, reca l'indicazione di stampa “Gottinga 1687”, ma probabilmente risale a due anni dopo, pubblicato a Bologna. Sotto forma di dissertazione epistolare, Sbaraglia attaccava i medici che avevano introdotto nella ricerca anatomica il metodo comparato e l'uso del microscopio, sostenendo che pur avendo modificato la descrizione della struttura del corpo umano, non avessero portato a cambiamenti di rilievo nella comprensione delle loro funzioni rispetto agli insegnamenti degli antichi e che soprattutto non avessero apportato miglioramenti nella cura delle malattie. Secondo Sbaraglia, queste ricerche distoglievano l'attenzione dal vero compito del medico: studiare le malattie e i rimedi mediante esperienza clinica, osservazione ripetuta dei casi ed uso dell'analogia nel confronto tra patologie.
Sbaraglia continuò a battersi contro le pretese innovatrici degli anatomisti moderni, favorendo l'approccio empirico e clinico. Nel trattato De vivipara generatione scepsis (Bologna 1696) si schierò contro la teoria ovista della generazione, nelle Oculorum et mentis vigiliae (Bologna 1704) elaborò una lunga critica delle opere di Malpighi, morto ormai dieci anni prima.
L'approccio empirico alla medicina o gli argomenti contro la dottrina di derivazione cartesiana circa l'assenza di anima negli animali, esposti nella Entelechia seu anima sensitiva brutorum, pubblicata postuma a Bologna nel 1716, facevano ricorso a un impianto neoaristotelico e mettevano in risalto alcune effettive debolezze della concezione dei viventi elaborata all'interno della filosofia meccanicistica.
La sua posizione apertamente antimalpighiana indusse un giudizio sostanzialmente negativo da parte della storiografia posteriore, fino a considerarlo conservatorista sterile o addirittura ignorandone le opere.